# Taylor Werner
Taylor Werner (* 1. Mai 1998 in Ste. Genevieve, Missouri) ist eine US-amerikanische Leichtathletin, die sich auf den Langstreckenlauf spezialisiert hat.

## Sportliche Laufbahn
Taylor Werner wuchs in Missouri auf und studierte von 2016 bis 2019 an der University of Arkansas. Erste internationale Erfahrungen sammelte sie im Jahr 2017, als sie bei den U20-Panamerikameisterschaften in Trujillo in 9:12,16 min die Goldmedaille im 3000-Meter-Lauf gewann. 2023 nahm sie an den Panamerikanischen Spielen in Santiago de Chile teil und gewann dort in 16:06,48 min die Silbermedaille im 5000-Meter-Lauf hinter der Venezolanerin Joselyn Brea.

## Persönliche Bestleistungen
- 3000 Meter: 8:56,53 min, 6. Februar 2021 in Phoenix
  - 3000 Meter (Halle): 8:51,91 min, 8. Februar 2020 in New York City
- 5000 Meter: 15:03,13 min, 4. Juni 2023 in Gresham
  - 5000 Meter (Halle): 15:11,19 min, 7. Dezember 2019 in Boston
- 10.000 Meter: 32:26,38 min, 29. März 2019 in Palo Alto